# Beatriz da Conceição
Beatriz da Conceição Mendes Lage, mais conhecida por Beatriz da Conceição (Porto, 21 de agosto de 1939 — Lisboa, 26 de novembro de 2015), foi uma fadista portuguesa. Foi uma das personalidades do fado mais activas da segunda metade do século XX.

## Biografia
Beatriz da Conceição Mendes Lage nasceu em 21 de agosto de 1939, no Porto.
Por volta do ano de 1960, foi numa visita a Lisboa que entrou na casa de fados de Márcia Condessa, também ela fadista. Saboreando sangria, Beatriz da Conceição trauteou uns versos e foi desafiada a cantar um fado. Imediatamente foi convidada pela proprietária para integrar o elenco do estabelecimento. Não regressa ao Porto radicando-se na capital portuguesa.
O primeiro disco da Beatriz da Conceição surge em 1965, para a etiqueta RCA. Um EP de título Fui por Alfama.
Fez questão de criar o seu próprio repertório, recorrendo a poetas como Domingos Gonçalves Costa, João Dias, César de Oliveira ou Vasco de Lima Couto. Mais tarde, destaca-se José Carlos Ary dos Santos, que lhe escreveu, com música de Fernando Tordo, "Meu Corpo", um tema também conhecido como "Fado da Bia". Este fado foi criado para a revista Uma no Cravo, Outra na Ditadura, onde Beatriz da Conceição, ao ter que substituir Tonicha, necessitou de um tema original de um dia para o outro.
O Teatro de Revista foi, de resto, uma componente relevante da sua carreira artística. Um dos seus maiores sucesso surgiu na representação de John Português, no Teatro ABC, tendo o tema principal, "John Português", sido cortado pela censura. Entre outros êxitos de Beatriz da Conceição saídos dos palcos encontram-se "Fado Para Esta Noite", "Lisboa da Cor da Ponte" ou "Três Santinhos Populares".
Já na década de 90 participou em Grande Noite (1992) e Cabaret (1994), musicais feitos para televisão por Filipe La Féria.
Um dos pontos altos da sua carreira a nível internacional foi o álbum Tears of Lisbon, lançado em 1996 pela Sony Classical. Com António Rocha foi convidado pelo belga Paul Van Negel, diretor do agrupamento de música erudita Huelgas-Ensemble, a participar neste trabalho,e respectivos concertos, que conjugaram fado tradicional e música do século XVI, incluindo composições de Manuel Mendes (1547–1605) e nomes mais actuais como Joaquim Pimentel, Fontes Rocha, Paulo Valentim, Armando Machado, Francisco Viana ou Fernando Tordo.
Em 2007, Beatriz da Conceição actuou no londrino Queen Elizabeth Hall, numa noite intitulada "The Grand Divas Of Fado"  que abriu o festival Atlantic Waves. O espectáculo reuniu seis vozes da canção nacional: Aldina Duarte, Joana Amendoeira, Mafalda Arnauth, Raquel Tavares e a também veterana estreante em palcos britânicos Maria da Fé.
Em 2012, Beatriz foi a figura central do documentário O Fado da Bia, realizado por Diogo Varela Silva, com intervenções de Camané, Carminho, Carlos do Carmo, Aldina Duarte, Jorge Fernando, Ana Moura, Helder Moutinho e Raquel Tavares, esta última que já tinha assinalado publicamente a fadista como uma das suas maiores referências.
Beatriz da Conceição destacou como sua grande referência fadista Lucília do Carmo, destacando também Argentina Santos e Fernanda Maria nas vozes femininas enquanto que nos fadistas masculinos enunciou, como seus preferidos, Alfredo Marceneiro, Carlos Ramos, Tony de Matos, Max, Manuel de Almeida e Tristão da Silva.
Em mais de 50 anos de carreira, cantou nas principais casas de fado de Lisboa e tornou-se numa referência para as novas gerações.
Beatriz da Conceição faleceu a 26 de novembro de 2015, com 76 anos de idade, no Hospital de São José, em Lisboa.

## Prémios e reconhecimento
Beatriz da Conceição recebeu em 2008 o Prémio Carreira atribuído pela Fundação Amália Rodrigues. Também em 2008 foi homenageada na sua terra natal, juntamente com Lenita Gentil, com o espectáculo Alma Lusitana apresentado no Teatro Sá da Bandeira.
Foi uma das 50 figuras do fado e da guitarra portuguesa homenageadas, em 2012, aquando da celebração do primeiro aniversário do fado enquanto Património Imaterial da Humanidade, tendo nessa altura recebido a Medalha Municipal de Mérito (Grau Ouro), da cidade de Lisboa. 

## Discografia
Entre a sua discografia encontram-se: 

### Singles e EP
- 1965 - Fui por Alfama (EP, RCA)[3]

### Álbuns de estúdio
- 1979 - Beatriz Da Conceição (LP, Movieplay)[18]

### Compilações
- 1996 - Sou um Fado desta Idade (CD, EMI-Valentim de Carvalho, Colecção "Caravela")[2][19]
- 1997 - Beatriz da Conceição (n.º 75) (CD, Movieplay, Colecção O Melhor dos Melhores)[2][20]
- 2008 - O melhor de Beatriz da Conceição (CD, iplay)[21]

### Outros

#### Participações
- 2000 - Asas no Tempo de João Tenreiro (CD, Voxom - Interfase) no tema "Este Povo que Eu Não Canto"[22]
- 1996 - Tears of Lisbon  da Huelgas-Ensemble, Paul Van Nevel (CD, Sony Classical) Temas: "Voltaste", "Eu Preciso de te Ver", "Noite", "Vesti a minha Saudade" e "Meu Corpo".[7][23]

#### Compilações
- 1991 - O Melhor Fado (CD, Selecções do Reader's Digest) Tema: "Noite"[24]
- 1994 - Fado Capital (CD, Ovação) Temas: "Dei-te um Nome em minha Cama" e "Deste-me um Beijo e Vivi".[25]
- 1995 - Antologia do Mais Triste Fado (CD, Discossete) Temas: "Ovelha Negra" e "Meu Corpo".[26]
- 2003 - Parque Mayer (CD, Valentim de Carvalho) Tema: "John Português".[27]